# Nederlandse kampioenschappen schaatsen sprint 1987
De Nederlandse kampioenschappen sprint 1987 voor mannen en vrouwen vormden een schaatsevenement dat onder auspiciën van de KNSB over de sprintvierkamp (2x 500, 2x 1000 meter) werd verreden. Het vond plaats in het weekend van 21 en 22 februari op de onoverdekte ijsbaan in het IJsselstadion in Deventer, tegelijkertijd met de Nederlandse kampioenschappen schaatsen allround 1987. Het was de eerste gecombineerde editie sinds de NK sprint ook door vrouwen wordt verreden. Voor de mannen was het de achttiende editie, voor de vrouwen de vijfde.
De NK allround en sprint waren voor de Nederlanders de laatste kampioenschappen dit seizoen dat aanving met de eerste editie van de NK afstanden (m/v) (2-5 januari) en vervolgde met de EK (v) (17 + 18 januari), EK (m) (24 + 25 januari), WK sprint (m/v) (31 januari + 1 februari), WK allround (v) (7 + 8 februari) en WK allround (m) (14 + 15 februari). Daarvoor, tussendoor, tegelijkertijd en hierna vonden de wedstrijden plaats in het kader van het tweede seizoen van de wereldbeker schaatsen.
Mannen
Er namen tien mannen deel, waaronder twee kampioenen en een debutant. Vijf voormalige deelnemers namen dit jaar aan de NK allround deel waaronder tweevoudig kampioen en de nummer twee van vorig jaar Hein Vergeer. De titel ging dit jaar naar Jan Ykema, ook kampioen in 1982 en vorig jaar derde. Hij deed dit met vier afstandsoverwinningen, waarin bij een NK sprint alleen Jan Bazen in 1971 bij de mannen en Yvonne van Gennip in 1985 bij de vrouwen hem voor gingen. Titelhouder Geert Kuiper werd net als in 1984 en 1985 weer tweede. De derde positie werd in genomen door Menno Boelsma die voor het eerst op het eindpodium plaatsnam. De resterende acht te verdelen afstandmedailles werden door Kuiper en Boelsma behaald.
Vrouwen
Er namen zes vrouwen deel, waaronder Alie Boorsma de kampioene van 1983. Elf voormalige deelneemsters namen dit jaar aan de NK allround deel waaronder het volledige eindpodium van vorig jaar (Petra Moolhuizen, Van Gennip en Marieke Stam). De titel ging dit jaar naar Christine Aaftink die voor het eerst het eindpodium betrad. De nummer-2 van 1984 en nummer-3 van 1985, Els Meijer, werd weer tweede. De derde positie werd ingenomen door Boukje Keulen die ook voor het eerst op het podium stond. De twaalf te verdelen afstandmedailles werden door deze drie rijdsters behaald.
WK sprint
De Nederlandse vertegenwoordiging bij de al verreden WK sprint bestond dit seizoen uit Geert Kuiper, Bauke Jonkman en Jan Ykema bij de mannen en Ingrid Haringa en Yvonne van Gennip bij de vrouwen.

## Afstandmedailles
Mannen
| Afstand  | 1e        | 2e            | 3e            |
| -------- | --------- | ------------- | ------------- |
| 1e 500m  | Jan Ykema | Geert Kuiper  | Menno Boelsma |
| 1e 1000m | Jan Ykema | Menno Boelsma | Geert Kuiper  |
| 2e 500m  | Jan Ykema | Geert Kuiper  | Menno Boelsma |
| 2e 1000m | Jan Ykema | Menno Boelsma | Geert Kuiper  |

Vrouwen
| Afstand  | 1e                | 2e                      | 3e            |
| -------- | ----------------- | ----------------------- | ------------- |
| 1e 500m  | Christine Aaftink | Boukje KeulenEls Meijer |               |
| 1e 1000m | Christine Aaftink | Boukje Keulen           | Els Meijer    |
| 2e 500m  | Els Meijer        | Christine Aaftink       | Boukje Keulen |
| 2e 1000m | Christine Aaftink | Boukje Keulen           | Els Meijer    |

## Eindklassementen

### Mannen
| Rang   | Schaatser            | Punten     | 500m         | 1000m          | 500m       | 1000m          |
| ------ | -------------------- | ---------- | ------------ | -------------- | ---------- | -------------- |
| Goud   | Jan Ykema            | 157.705 BR | 38,95 (1) BR | 1.20,08 (1) BR | 39,13 (1)  | 1.19,17 (1) BR |
| Zilver | Geert Kuiper         | 158.165    | 39,05 (2)    | 1.20,46 (3)    | 39,16 (2)  | 1.19,45 (3)    |
| Brons  | Menno Boelsma        | 158.585    | 39,41 (3)    | 1.20,34 (2)    | 39,37 (3)  | 1.19,27 (2)    |
| 4      | Hans Kaats           | 160.100 pr | 39,93 (8)    | 1.20,53 (4)    | 40,12 (8)  | 1.19,57 (4)    |
| 5      | Hans Janssen         | 160.150    | 39,91 (7)    | 1.21,26 (5)    | 39,73 (5)  | 1.19,76 (5)    |
| 6      | Bauke Jonkman        | 160.565    | 39,47 (4)    | 1.2177 (9)     | 39,84 (6)  | 1.20,74 (8)    |
| 7      | Maarten Noijens      | 160.650    | 39,87 (6)    | 1.21,61 (8)    | 39,66 (4)  | 1.20,63 (7)    |
| 8      | Jan Nieuwenhuizen    | 160.855    | 39,75 (5)    | 1.21,56 (7)    | 40,12 (8)  | 1.20,41 (6)    |
| 9      | Marco de Groot       | 163.700 pr | 40,72 (10)   | 1.22,73 (10)   | 40,53 (10) | 1.22,17 (9)    |
| 10     | Dirk Jan van Hameren | 166.750    | 40,10 (9)    | 1.21,34 (6)    | 39,87 (7)  | 1.32,22 (10)   |

BR = baanrecord
pr = persoonlijk record

### Vrouwen
| Rang   | Schaatsster       | Punten     | 500m         | 1000m          | 500m      | 1000m       |
| ------ | ----------------- | ---------- | ------------ | -------------- | --------- | ----------- |
| Goud   | Christine Aaftink | 172.985 BR | 42,15 (1) CR | 1.27,48 (1) BR | 43,14 (2) | 1.27,91 (1) |
| Zilver | Els Meijer        | 175.185    | 43,05 (2)    | 1.29,71 (3)    | 43,02 (1) | 1.28,52 (3) |
| Brons  | Boukje Keulen     | 175.525    | 43,05 (2)    | 1.29,57 (2)    | 43,45 (3) | 1.28,88 (2) |
| 4      | Alie Boorsma      | 178.635    | 44,11 (5)    | 1.31,92 (5)    | 43,66 (5) | 1.29,81 (4) |
| 5      | Anita Loorbach    | 180.590    | 44,75 (6)    | 1.34,21 (6)    | 43,52 (4) | 1.30,43 (5) |
|        | Ingrid Haringa    | 088.065    | 43,10 (4)    | 1.29,93 (4)    | DNS       |             |

BR = baanrecord
CR = kampioenschapsrecord
DNS = niet gestart